# Atypophthalmus mendicus
Atypophthalmus mendicus är en tvåvingeart som först beskrevs av Alexander 1921.  Atypophthalmus mendicus ingår i släktet Atypophthalmus och familjen småharkrankar. Inga underarter finns listade i Catalogue of Life.